# زاك لافين
زاك لافين(بالإنجليزية: Zach LaVine)‏ مواليد 10 مارس 1995، هو لاعب كرة سلة أمريكي يلعب مع فريق شيكاغو بولز في الرابطة الوطنية لكرة السلة ويحمل الرقم 8.

## فرق لعب لها
- مينيسيوتا تيمبر وولفز
- شيكاغو بولز

## روابط خارجية
- زاك لافين على موقع إن بي أي (الإنجليزية)
- زاك لافين على موقع سبورتس رفرنس (الإنجليزية)
- زاك لافين على موقع كرة السلة الأوروبية.كوم (الإنجليزية)
- زاك لافين على موقع إي إس بي إن.كوم (الإنجليزية)
- زاك لافين على موقع كلية كرة السلة في سبورتس رفرنس.كوم (الإنجليزية)
- زاك لافين على موقع ريلجم (الإنجليزية)
- زاك لافين على موقع بروبوليرز (الإنجليزية)
- زاك لافين على موقع اللجنة الأولمبية الدولية (الإنجليزية)
- زاك لافين على موقع أوليمبيديا (الإنجليزية)
- زاك لافين على موقع اللجنة الأولمبية والبارالمبية الأمريكية (الإنجليزية)